# Галерија грбова Мађарске
Галерија грбова Мађарске обухвата актуелни Грб Мађарске, историјске грбове Мађарске, грбове мађарских жупанија и грбове мађарских градова.

## Актуелни Грб Мађарске
- Грб Мађарске

## Историјски грбови Мађарске
- 9. век
- 1172–1196)
- Грб из 1202. год.
- 1310–1342
- 15. век
- 1440-1444
- 1458–1490
- 1849. год
- Велики грб 1849. год
- 1890
- 1915. год
- Грб Аустроугарске 1916. год
- 1919. год
- 1946-1949
- 1949-1956
- 1956-1957
- 1957-1990

## Грбови мађарских жупанија
- Грб Бач-Кишкуна
- Грб Барање
- Грб Бекешчаба
- Грб Боршод-Абауј-Земплена
- Грб Чонграда
- Грб Фејера
- Грб Ђер-Мошон-Шопрона
- Грб Хајду-Бихара
- Грб Хевеша
- Грб Јас-Нађкун-Солнока
- Грб Комаром-Естергома
- Грб Нограда
- Грб Пеште
- Грб Шомођа
- Грб Саболч-Сатмар-Берега
- Грб Толне
- Грб Ваша
- Грб Веспрема
- Грб Зале

## Грбови мађарских градова
- Грб Будимпешта
- Грб Дебрецина
- Грб Сегедина
- Грб Мишколца
- Грб Печуја
- Грб Ђера
- Грб Њиређхаза
- Грб Кечкемета
- Грб Стоног Београда
- Грб Сомбатхеља
- Грб Солнока
- Грб Татабања
- Грб Капошвара
- Грб Бекешчаба
- Грб Ерда
- Грб Веспрема
- Грб Залаегерсега
- Грб Шопрона
- Грб Јегра
- Грб Велика Канижа
- Грб Дунаујвароша
- Грб Ходмезевашархеља
- Грб Шалготарјана
- Грб Сексарда